# Ceramic
Die Ceramic war ein 1913 in Dienst gestelltes Passagierschiff der britischen Reederei White Star Line, das von der Werft Harland & Wolff im nordirischen Belfast gebaut wurde. Sie war jahrelang das größte Schiff in White Stars Australien-Service. Nach der Fusion der White Star Line mit der Cunard Line 1934 wurde die Ceramic an die Shaw, Savill & Albion Steamship Company verkauft. Am 7. Dezember 1942 wurde der Dampfer westlich der Azoren von dem deutschen U-Boot U 515 mit fünf Torpedos versenkt. Von den 656 Passagieren und Besatzungsmitgliedern überlebte nur ein einziger, den U 515 an Bord nahm, um ihn über das Ziel des Schiffs und über beförderte Truppenteile zu befragen. Die übrigen Reisenden kamen in der aufgewühlten See ums Leben, darunter Dutzende Frauen und Kinder. Sie war das elftgrößte im Zweiten Weltkrieg versenkte zivile Schiff.

## Das Schiff

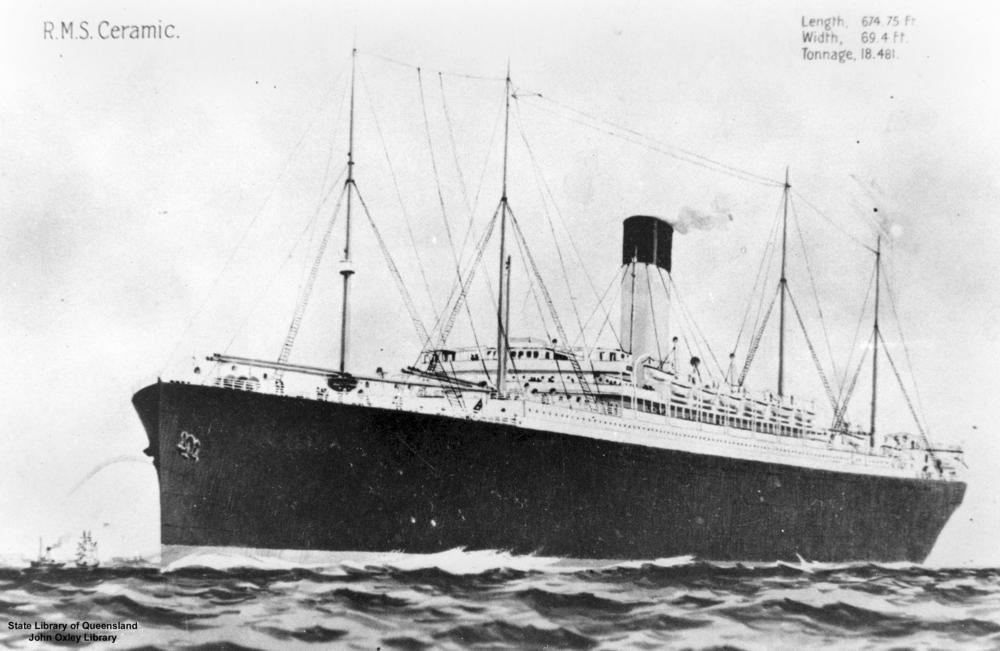
Zeichnung

Die 18.713 BRT große Ceramic hatte acht aus Stahl gebaute Decks, zwölf wasserdichte Schotten, einen Schornstein, vier Masten und drei Propeller. Zwei Dreifachexpansions-Dampfmaschinen und eine Niederdruckturbine leisteten 6.000 PS und ermöglichten eine maximale Geschwindigkeit von 16 Knoten. Sie war mit elektrischem Licht, drahtloser Telegrafie sowie ausreichend Rettungsbooten für alle Personen an Bord ausgestattet. An Bord war Platz für 600 Passagiere. Die White Star Line war bekannt für die elegante und komfortable Ausstattung der Kabinen und Aufenthaltsräume auf ihren Passagierschiffen. Neben dem Hauptspeisesaal mit Platz für 540 Gäste und einem 120 Meter langen Promenadendeck verfügte die Ceramic über einen Lese- und Schreibraum, eine Lounge, einen mit Eiche getäfelten Rauchsalon sowie einen Gymnastikraum auf dem Bootsdeck. Die Passagierkabinen, die entweder mit zwei oder vier Betten ausgestattet waren, waren geräumig und verfügten über ein Ventilationssystem.
Die Ceramic wurde von der Werft Harland & Wolff im nordirischen Belfast für den Australien-Service der White Star Line gebaut und lief am 11. Dezember 1912 vom Stapel. Am 5. Juli 1913 wurde das fertiggestellte Schiff der Reederei übergeben. Sechs Tage später lag die Ceramic in Liverpool am Mersey vor Anker, als König George V. das Gladstone Graving Dock einweihte. Am 24. Juli 1913 lief das Schiff unter dem Kommando von Kapitän John Stivey in Liverpool zu seiner Jungfernfahrt nach Sydney aus.

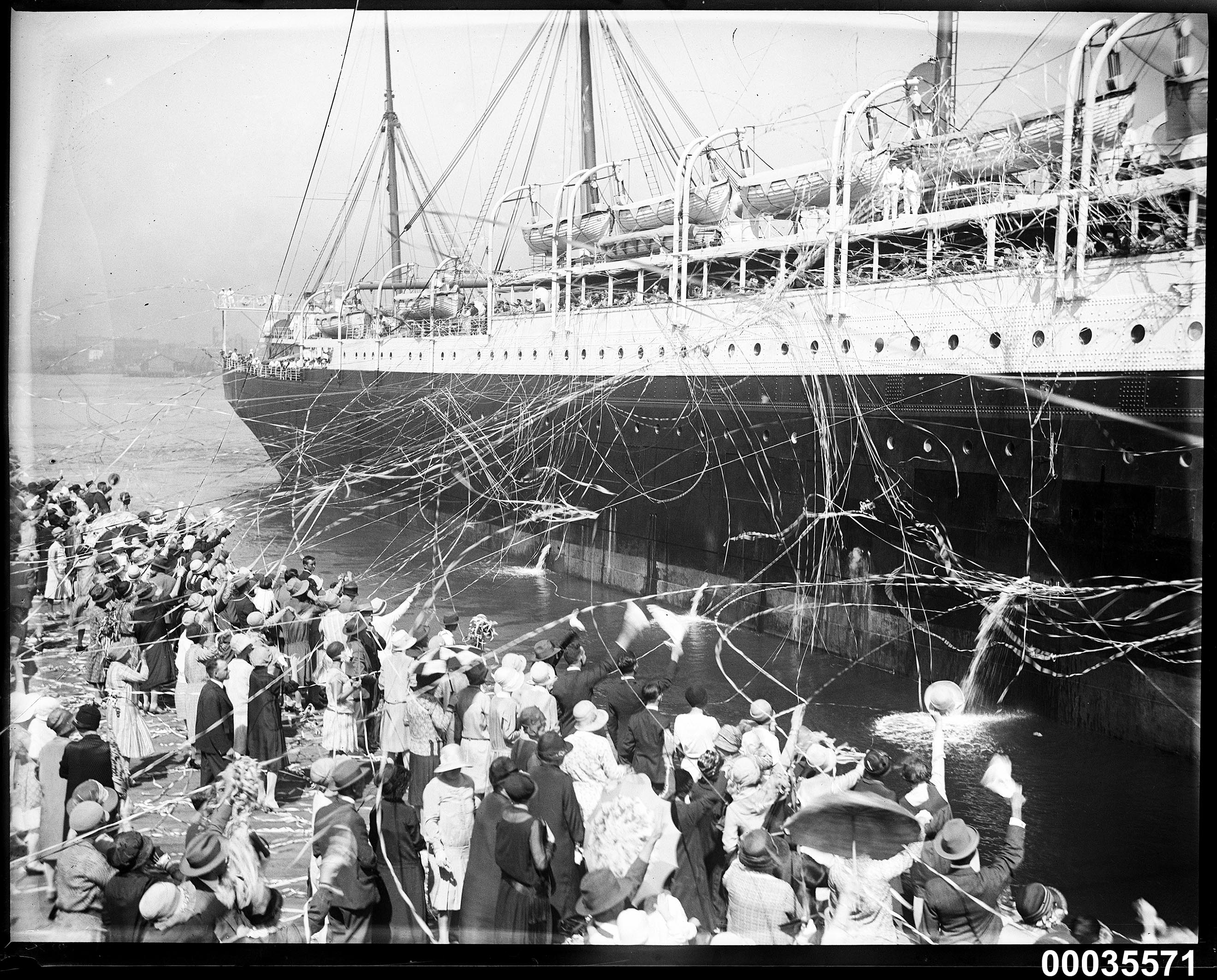
Eine Abfahrt der Ceramic im Jahr 1925.

Die Ceramic wurde für den Passagier- und Frachtverkehr von Großbritannien nach Australien gebaut und war das größte, längste und schnellste Schiff auf dieser Strecke, die „Antipodean Route“ genannt wurde. Das Schiff wurde oft Queen of the Southern Seas (auf Deutsch: „Königin der Südsee“) genannt. Sie hielt zudem den Rekord für das Schiff mit den höchsten Masten, das unter der Sydney Harbour Bridge passieren konnte. Die Ceramic wurde so gebaut, dass sie mit nur einem Fuß Abstand durch die alte Schleuse von Tilbury passte. Im August 1914 wurde der Dampfer von der britischen Admiralität requiriert und als Troopship A40 zum Kriegsdienst eingezogen. Sie transportierte Truppenteile der Australian Naval and Military Expeditionary Force (AN&MEF). Im Mai 1916 entging sie mit 2.500 Soldaten an Bord nur knapp einem U-Boot-Angriff im Mittelmeer. Im Juni 1917 verfehlte im Ärmelkanal ein Torpedo das Schiff. Am 21. Juli desselben Jahres wurde die Ceramic von einem aufgetauchten U-Boot verfolgt, konnte aber entkommen.

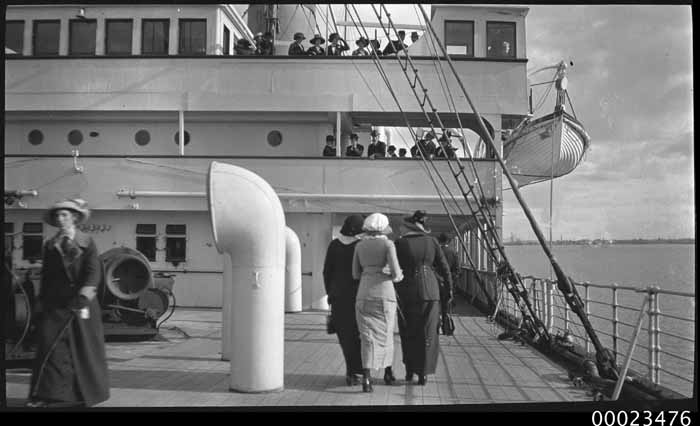
Backbordansicht des Decks.

Ab 1917 brachte sie hauptsächlich Fracht nach Australien. Nach dem Kriegsende wurde sie wieder der White Star Line übergeben, umgerüstet und legte am 18. November 1920 zu ihrer ersten Nachkriegsfahrt nach Australien ab. Am 18. Dezember 1930 kollidierte sie in der Nähe von Gravesend auf der Themse mit dem britischen Motorschiff Laguna. Es gab keine Verletzten, aber beide Schiffe waren beschädigt. 1934 schlossen sich die Cunard Line und die White Star Line zusammen. Die Shaw, Savill & Albion Steamship Company, allgemein Shaw, Savill & Albion Line genannt, kaufte die Schiffe von White Stars Australienflotte auf, darunter die Ceramic. Der Dampfer blieb weiterhin auf der Strecke Großbritannien–Australien via Südafrika. Am 25. August 1934 trat sie ihre erste Reise im Dienst der Shaw, Savill & Albion Line von Liverpool nach Brisbane an.
1935 wurde die Ceramic erneut zu Harland & Wolff gebracht, um größere Umbau- und Modernisierungsmaßnahmen durchzuführen. Ihre Geschwindigkeit wurde von 15 auf 16 Knoten erhöht, die Passagierkapazität wurde von 600 auf 480 reduziert und ein Verandacafé wurde eingebaut. Außerdem wurde das vordere Brückendeck neu verglast. Der Rauminhalt stieg von ursprünglich 18.481 BRT auf 18.713 BRT. 1938 wurden die Passagierunterkünfte auf 340 Personen beschränkt. Im Februar 1939 wurde die Ceramic erneut zu einem Truppentransporter im Falle eines Krieges erklärt, war aber weiterhin im regulären Passagierverkehr tätig. Am 11. August 1940 kollidierte sie vor der Küste von Südwestafrika (heute Namibia) mit dem britischen Handelsschiff Testbank (5.083 BRT) der Andrew Weir Line und musste zur Reparatur in den Hafen von Walvis Bay geschleppt werden. 279 Passagiere wurden von dem P&O-Schiff Viceroy of India übernommen.

## Versenkung
Am Montag, dem 23. November 1942 legte die Ceramic in Liverpool zu einer weiteren Überfahrt nach Sydney via St. Helena und Südafrika ab. Das Kommando hatte der 67-jährige Kapitän Herbert Charles Elford. An Bord befanden sich 278 Besatzungsmitglieder und 378 Passagiere, insgesamt 656 Personen. Unter den Passagieren waren 196 Angehörige der Royal Navy und des britischen Militärs, 30 Krankenschwestern des Queen Alexandra’s Imperial Military Nursing Service (QAIMNS) sowie 152 Zivilisten, darunter 50 Frauen und 12 Kinder und Rudolph Dolmetsch, der Sohn von Arnold Dolmetsch. Zu den 12.362 Tonnen Fracht gehörten Flugzeugteile für den Commonwealth Air Training Plan in Australien und Südafrika. Das Schiff war mit einer 4-Pfünder Kanone und Flugabwehrgeschützen bewaffnet.
Die Präsenz von U-Booten im Nordatlantik war bekannt, daher verließ der Dampfer Liverpool als Teil des Transatlantik-Konvois ON-149 in westlicher Richtung. Am 2. Dezember verließ die Ceramic den Konvoi und dampfte mit Höchstgeschwindigkeit südwärts Richtung St. Helena. Kapitän Elford war davon überzeugt, jedem U-Boot dank der Geschwindigkeit seines Schiffes entkommen zu können. Am 6. Dezember um 14:38 Uhr wurde die Ceramic westlich der Azoren von U 515, einem U-Boot der deutschen Kriegsmarine, entdeckt. Es befand sich auf seiner zweiten Feindfahrt unter dem Kommando von Kapitänleutnant Werner Henke. Henke nahm die Verfolgung des mit Höchstgeschwindigkeit dampfenden Schiffes auf.
Am 7. Dezember 1942, kurz nach Mitternacht, schoss U 515 einen Torpedo auf die Ceramic, die zu diesem Zeitpunkt verdunkelt fuhr. An Bord des Passagierdampfers wurde sofort der Alarm ausgelöst. Wenige Minuten nach dem ersten Treffer feuerte das U-Boot zwei weitere Male, dieses Mal wurde der Maschinenraum getroffen. Die Ceramic kam zum Stillstand und die Lichter an Bord gingen aus. Der Dampfer befand sich nun in völliger Dunkelheit, dazu kamen sehr kaltes Wetter, eine aufgewühlte See und schlechte Sicht. Trotz dieser widrigen Bedingungen herrschte an Bord Disziplin unter Passagieren und Crew und es konnten insgesamt acht Rettungsboote zu Wasser gelassen werden. Als der angeschlagene Dampfer auch nach drei Stunden immer noch nicht sank, schoss U 515 einen fünften Torpedo, der ein Volltreffer war und die Ceramic innerhalb von zehn Sekunden untergehen ließ.
Währenddessen hatte sich das Wetter weiter verschlechtert, es gab hohen Wellengang und es hatte angefangen, stark zu regnen. Die Rettungsboote liefen voll und mussten von den Schiffbrüchigen konstant ausgeschöpft werden. Gegen acht Uhr am folgenden Tag brach ein schwerer Sturm mit taifunartigen Böen los. Der Sturm wurde später von Seeleuten anderer in der Nähe befindlicher Schiffe als der stärkste beschrieben, den sie je erlebt hatten. Ein Boot nach dem anderen kenterte und sank, viele Tote und Überlebende in Schwimmwesten trieben im Wasser. Per Funk erhielt Kapitänleutnant Henke die Anweisung, zum Ort des Untergangs zurückzukehren. Er sollte den Kapitän der Ceramic finden, um etwas über das Fahrtziel des Schiffes sowie über eventuell an Bord befindliche Kriegsgefangene oder Truppen zu erfahren. Um die Mittagszeit des 8. Dezember tauchte U 515 daher in der Nähe der Schwimmer wieder auf. Da zunächst nur Leichen und Trümmer zu sehen waren, befahl Henke seinen Männern, den ersten Überlebenden aufzunehmen, den man finden würde. Als ein Mann in die Nähe von U 515 trieb, warfen der Erste Wachoffizier und ein Bootsmaat ihm ein Seil zu. Es gelang den Schiffbrüchigen an Bord zu nehmen. Es handelte sich um den 24-jährigen Eric Alfred Munday, einen Sappeur der Royal Navy.
Den Kapitän der Ceramic, Herbert Elford, fanden sie nicht. Zwar sah die Mannschaft auch einige der Rettungsboote, deren Insassen dem U-Boot zuwinkten, doch es wurden keine weiteren Personen aufgenommen. Die Enterprise, ein britischer Leichter Kreuzer der Emerald-Klasse und der portugiesische Zerstörer Dão wurden am 9. Dezember entsandt, um nach Überlebenden zu suchen, fanden jedoch niemanden mehr vor. Wegen des Sturmes mussten sie die Rettungsaktion bald abbrechen und sich aus dem Gebiet zurückziehen.

## Nachspiel
U 515 nahm Kurs auf Lorient an der Küste der Bretagne, wo es am 6. Januar 1943 einlief. Eric Munday war der einzige Überlebende der Ceramic, alle anderen 655 Passagiere und Besatzungsmitglieder waren ums Leben gekommen. Er wurde als Kriegsgefangener in den Kriegsgefangenenlager Stalag VIII-B gebracht, wo er bis zu seiner Befreiung blieb.
Im Jahr 2006 half Munday als einziger vorhandener Augenzeuge der amerikanischen Autorin Clare Hardy, deren Großvater, der Passagier Trevor Winsor, durch die Versenkung ums Leben gekommen war, bei der Erarbeitung ihres Buches SS Ceramic: The Untold Story.
Weiterhin sollte die Versenkung für das Schicksal des deutschen U-Boot-Kommandanten Werner Henke entscheidend sein. Er wurde dafür, scheinbar vom Vereinigten Königreich, tatsächlich auf Initiative der USA, öffentlich beschuldigt, auf im Wasser treibende Überlebende geschossen zu haben. Dies hätten 85 angebliche Überlebende der Ceramic berichtet. In Wirklichkeit hatte nur jener Mann überlebt, den U 515 an Bord geholt hatte.
Als U 515 am 9. April 1944 vom U-Jagdverband des Captain Daniel Vincent Gallery aufgespürt und durch Flugzeuge des Geleitträgers Guadalcanal und vier Zerstörern angegriffen wurde, musste es beschädigt auftauchen. Henke und 43 Mitglieder seiner Besatzung gerieten in US-amerikanische Kriegsgefangenschaft. Er wurde in das Verhörzentrum Fort Hunt in Alexandria (Virginia) gebracht. Dort wurde er am 15. Juni 1944 bei einem Fluchtversuch erschossen.
Die Namen der Todesopfer der Ceramic sind auf zahlreichen Kriegsdenkmälern in Großbritannien vermerkt, darunter das Brookwood War Memorial auf dem Friedhof von Brookwood in Surrey und das Tower Hill Memorial in London.

## Ähnliche Fälle
Weitere britische Passagierschiffe, die von deutschen U-Booten versenkt wurden:
- Athenia, 1939
- City of Benares, 1940
- Oropesa, 1941
- City of Cairo, 1942